# Moto Guzzi V 65-serie
De Moto Guzzi V 65 is een motorfietstype van Moto Guzzi dat in verschillende versies werd geproduceerd van 1981 tot 1995.

## Voorgeschiedenis
Moto Guzzi produceerde al sinds 1967 zware V-twins. In 1977 waren daar twee lichte modellen bij gekomen: de V 35 en de V 50. Rond 1980 gaapte er intussen een vrij groot gat tussen de 500 cc modellen en de 850 cc modellen. Men besloot dit op te lossen door een 650 cc V-twin te gaan produceren. Daarmee kregen klanten dan ook meteen een goedkoper alternatief voor de zwaardere modellen en bovendien zou een 650 cc model ook interessant blijken voor verschillende politiekorpsen.

## V 65
De V 65 werd gepresenteerd in november 1981 en kwam in het volgende jaar op de markt. Hij was afgeleid van de V 50, waarvan het frame werd overgenomen. De aandrijflijn was iets aangepast, uiteraard door de grotere motor, maar ook door de langere achtervork. De gearing was ook anders dan die van de V 50. De poten van de voorvork werden overgenomen van de Le Mans en de achterschokdempers waren in vijf standen verstelbaar.

### Motor
De motor was een langsgeplaatste 90° V-twin met twee kleppen per cilinder. Er waren "Heronzuigers" toegepast, waarbij een deel van de verbrandingsruimte in de zuigerbodem was uitgespaard. Het carter was horizontaal gedeeld. De kleppen werden bediend door stoterstangen en tuimelaars vanaf een enkele nokkenas die boven de krukas lag. Het luchtfilterhuis was een grote, langwerpige plastic kast die in de "V" van de cilinders onder de tank lag. Op de voorkant van de krukas zat een wisselstroomdynamo.

### Aandrijflijn
De aandrijflijn was vergelijkbaar met die van de zwaardere modellen, maar er was een enkele droge plaatkoppeling toegepast. Daarachter zat een vijfversnellingsbak. In de rechterarm van de swingarm zat de cardanas.

### Rijwielgedeelte
Net als bij de zware modellen had de V 65 een dubbel wiegframe, maar aan de achterkant maakte het bovenframe een lus omlaag tot boven de versnellingsbak. De versnellingsbak zélf zorgde voor de verbinding met het onderframe, zodat het motorblok een dragend deel van het frame was geworden. De onderste framebuizen waren demontabel om het motorblok te kunnen in- en uitbouwen. Aan de voorkant zat een hydraulisch gedempte telescoopvork, de swingarm scharnierde in de versnellingsbak en werd afgeveerd door twee luchtondersteunde schokdempers met buitenliggende schroefveren. Vanwege de luchtondersteuning zaten de dempers ondersteboven, om de verbinding met een drukcompensatieslang mogelijk te maken. Aan de voorkant zaten twee remschijven, achter zat één schijf. Dankzij het integraal remsysteem werd de achterschijf samen met een van de voorschijven door het rempedaal bediend.

## V 65 SP
De V 65 SP (Speziale) was de kleine versie van de 1000 SP. Daarom kreeg hij ook een in de eigen windtunnel ontwikkelde volledige stroomlijnkuip. Bij de 1000 SP en de V 65 SP zat de onderkuip aan het frame vast, terwijl het bovenste deel met het stuur mee draaide. Het voordeel daarvan was dat de kuip compact gebouwd kon worden, want er hoefde geen ruimte gemaakt te worden om het stuur er in te kunnen laten draaien. Het nadeel was dat een dergelijke stuurkuip zijn invloed uitoefende op de voorkant van de motor. Bij de V 65 was het stuurkuipje wel wat kleiner en sportiever, waardoor hij veel leek op de 850 Le Mans III.

## V 65 Lario
Tijdens de show in Milaan van november 1983 werd de V 65 Lario samen met de Imola II gepresenteerd. Beide modellen hadden vier kleppen per cilinder, die echter aan beide kanten nog door twee sets stoterstangen en tuimelaars werden bediend. Zowel het koppel als het vermogen stegen erdoor. De Lario leek erg veel op de Le Mans 1000 en werd ook wel de "kleine Le Mans" genoemd. De scherpe lijnen die de modellen uit de jaren zeventig kenmerkten waren intussen vervangen door wat rondere lijnen. De Lario had een kleine stuurkuip en een belly pan. Onder de tank en achter het duozadel zaten kleine spoilers. De V 65 Lario had 16 inch gietwielen.

## V 65 TT
Tijdens de motorshow van Milaan in november 1981 presenteerde Moto Guzzi V 50 "Tutto Strada" allroad. Hiermee probeerde het merk mee te liften op het succes van modellen als de Yamaha XT 500 en de Honda XL 500 S. De Guzzi was strak, enigszins "vierkant" gelijnd en had ook een rechthoekige koplamp. De lange Marzocchi voorvork was speciaal voor terreingebruik bedoeld en de voorste steekas had een kleine assprong, zoals dat bij enduromotoren gebruikelijk was. De Tutto Strada kwam echter nooit voorbij het prototypestadium. In 1984 ondernam Moto Guzzi een nieuwe poging in het allroadsegment met de V 35 TT en de V 65 TT. De V 65 TT ("Tutto Terreno") was net als de "Tutta Strada" vrij hoekig en hij had zijn startmotor behouden, wat vrij uniek was bij allroads uit die tijd. De gearing werd korter dan bij de andere modellen en het balhoofd werd verstevigd. Ook de V 65 TT kreeg de lange Marzocchi voorvork met assprong. Zowel in het voor- als het achterwiel zat maar één 260 mm remschijf. De V 65 TT werd in 1987 opgevolgd door de NTX 650.

## V 65 Baia
In 1985 begon Moto Guzzi zich te interesseren voor zware enduromotoren, vooral nadat de Franse importeur goede resultaten had geboekt met omgebouwde V 65 TT motorfietsen. Daarom presenteerde men in november van dat jaar de V 65 Baia. De machine was veel robuuster gebouwd dan de V 65 TT, met een verstevigd frame en een swingarm uit ronde, stalen buizen van de grotere typen, met dubbele kruiskoppeling. Hierdoor werd een iets grotere veerweg mogelijk en werd de eenparigheid (snelheidsverschil door grotere hoek) beter. Er werd een speciale 42 mm Marzocchi-telescoopvork gemonteerd en ook de achterschokdempers waren speciale, gasgevulde exemplaren. De machine kreeg Akront velgen en een 50 liter tank. Uiteindelijk besloot men het model niet in productie te nemen en daardoor bleef het bij een prototype.

## V 65 PA
De "Pubblica Amministrazione"-modellen waren voor overheidsdiensten bestemd, maar het waren geen speciale militaire modellen. Ze werden dan ook geleverd aan politiekorpsen, voorzien van een eenpersoons zadel om achterop ruimte te maken voor de verbindingsmiddelen. De toerruit was gedeeltelijk van kunststof, maar de onderkant had canvas flappen om nog meer wind van de berijder weg te houden. Er waren in het algemeen valbeugels gemonteerd en uiteraard zwaailichten en meertonige hoorns. De V 65 PA had elektronische ontsteking.

## NTX 650
De V 65 TT kreeg in 1986 een opvolger. Deze machine, die de naam NTX 650 kreeg, zag er al veel professioneler uit, dankzij de forse 32 litertank en de kleine stroomlijnkuip die niet aan het stuur maar aan het frame zelf bevestigd was. Daarmee kreeg de machine een "Parijs-Dakar" uiterlijk. Net als bij de Florida was de hele aandrijflijn zwart gelakt, ditmaal inclusief de kleppendeksels. De kleurstellinig was wit en blauw met rode biezen. De NTX 650 was qua opbouw identiek aan de NTX 350.

## V 65 Florida
De V 65 Florida kwam in 1986 op de markt en was in de V 65-serie de eerste custom. Hij had "chopper"-achtige lijnen door de hoge "Peanut tank" en de lange voorvork. Het duozadel was "getrapt" en de hele aandrijflijn was zwart gespoten, met uitzondering van de kleppendeksels. Uiterlijk was de V 65 Florida vrijwel identiek aan de V 35 Florida, maar de machine kon vanaf de fabriek van een kofferset en een toerruit worden voorzien. Met uitzondering van de onderuit staande, lange telescoopvork waren het rijwielgedeelte en de motor identiek aan die van de Sessantacinque GT.

## Sessantacinque GT
Deze opvolger van de V 65 verscheen in de herfst van 1986. De cilinderinhoud werd voluit geschreven, net als bij de 1000 cc Mille GT en de 350 cc Trentacinque GT. De verschillen met de V 65 beperkten zich tot het uiterlijk. De machine had wat "rondere" vormen en er zat een kleine handgreep voor de passagier achter het duozadel.

## V 65 PA NC
Deze naam sloeg op "Pubblica Amministrazione Nuova Carenatura" oftewel "overheidsdienst, nieuwe kuip". Die kuip leek veel op die van de 850 T5 PA NC, maar de V 65 had grotere, geïntegreerde zwaailichten naast de koplamp, terwijl de 850 T5 een enkel zwaailicht op een standaard achterop had. Deze plastic stroomlijnkuipen waren afgeleid van die van de 1000 SP III. De onderkuip was vrij open, waardoor er geen boorgaten voor de valbeugels gemaakt hoefden te worden. De machine had metalen zijkoffers. Door de kuip, de koffers en het verbindingssysteem was de machine wel vrij zwaar, ca. 260 kg.

## Technische gegevens
| Moto Guzzi               | V 65                                                     | V 65 SP                                                  | V 65 Lario                                               | V 65 TT                                   | V 65 Baia                                              | V 65 PA                                                  | NTX 650                                   | V 65 Florida                              | Sessantacinque GT                                        | V 65 PA NC                                               |
| ------------------------ | -------------------------------------------------------- | -------------------------------------------------------- | -------------------------------------------------------- | ----------------------------------------- | ------------------------------------------------------ | -------------------------------------------------------- | ----------------------------------------- | ----------------------------------------- | -------------------------------------------------------- | -------------------------------------------------------- |
| Periode                  | 1982-1987                                                | 1983-1987                                                | 1984-1987                                                | 1984-1989                                 | 1985                                                   | 1985                                                     | 1986-1990                                 | 1986-1992                                 | 1987-1995                                                | 1988                                                     |
| Categorie                | toermotor                                                | toermotor                                                | sportmotor                                               | allroad                                   | prototype enduromotor                                  | politiemotor                                             | allroad                                   | custom                                    | toermotor                                                | politiemotor                                             |
| Motortype                | kopklepmotor met vier kleppen                            | kopklepmotor met vier kleppen                            | kopklepmotor met acht kleppen                            | kopklepmotor met vier kleppen             | kopklepmotor met vier kleppen                          | kopklepmotor met vier kleppen                            | kopklepmotor met vier kleppen             | kopklepmotor met vier kleppen             | kopklepmotor met vier kleppen                            | kopklepmotor met vier kleppen                            |
| Bouwwijze                | langsgeplaatste 90° V-twin                               | langsgeplaatste 90° V-twin                               | langsgeplaatste 90° V-twin                               | langsgeplaatste 90° V-twin                | langsgeplaatste 90° V-twin                             | langsgeplaatste 90° V-twin                               | langsgeplaatste 90° V-twin                | langsgeplaatste 90° V-twin                | langsgeplaatste 90° V-twin                               | langsgeplaatste 90° V-twin                               |
| Cilinder                 | aluminium                                                | aluminium                                                | aluminium                                                | aluminium                                 | aluminium                                              | aluminium                                                | aluminium                                 | aluminium                                 | aluminium                                                | aluminium                                                |
| Cilinderkop              | aluminium                                                | aluminium                                                | aluminium                                                | aluminium                                 | aluminium                                              | aluminium                                                | aluminium                                 | aluminium                                 | aluminium                                                | aluminium                                                |
| Klepbediening            | stoterstangen en tuimelaars                              | stoterstangen en tuimelaars                              | stoterstangen en tuimelaars                              | stoterstangen en tuimelaars               | stoterstangen en tuimelaars                            | stoterstangen en tuimelaars                              | stoterstangen en tuimelaars               | stoterstangen en tuimelaars               | stoterstangen en tuimelaars                              | stoterstangen en tuimelaars                              |
| Carburateurs (Dell'Orto) | PHBH 30                                                  | PHBH 30                                                  | PHBH 30                                                  | PHBH 30                                   | PHBH 30                                                | PHBH 30                                                  | PHBH 30                                   | PHBH 30                                   | PHBH 30                                                  | PHBH 30                                                  |
| Ontsteking               | bobine met onderbrekers                                  | bobine met onderbrekers                                  | bobine met onderbrekers                                  | bobine met onderbrekers                   | bobine met onderbrekers                                | elektronisch                                             | elektronisch                              | elektronisch                              | elektronisch                                             | elektronisch                                             |
| boring                   | 80 mm                                                    | 80 mm                                                    | 80 mm                                                    | 80 mm                                     | 80 mm                                                  | 80 mm                                                    | 80 mm                                     | 80 mm                                     | 80 mm                                                    | 80 mm                                                    |
| slag                     | 64 mm                                                    | 64 mm                                                    | 64 mm                                                    | 64 mm                                     | 64 mm                                                  | 64 mm                                                    | 64 mm                                     | 64 mm                                     | 64 mm                                                    | 64 mm                                                    |
| Cilinderinhoud           | 643,4 cc                                                 | 643,4 cc                                                 | 643,4 cc                                                 | 643,4 cc                                  | 643,4 cc                                               | 643,4 cc                                                 | 643,4 cc                                  | 643,4 cc                                  | 643,4 cc                                                 | 643,4 cc                                                 |
| Smeersysteem             | wet-sump                                                 | wet-sump                                                 | wet-sump                                                 | wet-sump                                  | wet-sump                                               | wet-sump                                                 | wet-sump                                  | wet-sump                                  | wet-sump                                                 | wet-sump                                                 |
| Compressieverhouding     | 10:1                                                     | 10:1                                                     | 10,3:1                                                   | 10:1                                      | 10:1                                                   | 10:1                                                     | 9,8:1                                     | 10:1                                      | 10:1                                                     | 10:1                                                     |
| Max. Vermogen            | 52 pk bij 7.050 tpm                                      | 52 pk bij 7.050 tpm                                      | 60 pk bij 7.800 tpm                                      | 48 pk bij 7.400 tpm                       | 45 pk bij 7.000 tpm                                    | 52 pk bij 7.000 tpm                                      | 48 pk bij 7.400 tpm                       | 50 pk bij 6.000 tpm                       | 50 pk bij 6.000 tpm                                      | 50 pk bij 6.000 tpm                                      |
| Topsnelheid              | 175 km/h                                                 | 175 km/h                                                 | 190 km/h                                                 | 165 km/h                                  | onbekend                                               | 170 km/h                                                 | 170 km/h                                  | 170 km/h met accessoires 150 km/h         | 170 km/h                                                 | 160 km/h                                                 |
| Primaire aandrijving     | rechtstreeks                                             | rechtstreeks                                             | rechtstreeks                                             | rechtstreeks                              | rechtstreeks                                           | rechtstreeks                                             | rechtstreeks                              | rechtstreeks                              | rechtstreeks                                             | rechtstreeks                                             |
| Koppeling                | enkelvoudige droge plaatkoppeling                        | enkelvoudige droge plaatkoppeling                        | enkelvoudige droge plaatkoppeling                        | enkelvoudige droge plaatkoppeling         | enkelvoudige droge plaatkoppeling                      | enkelvoudige droge plaatkoppeling                        | enkelvoudige droge plaatkoppeling         | enkelvoudige droge plaatkoppeling         | enkelvoudige droge plaatkoppeling                        | enkelvoudige droge plaatkoppeling                        |
| Versnellingen            | 5 voetgeschakeld                                         | 5 voetgeschakeld                                         | 5 voetgeschakeld                                         | 5 voetgeschakeld                          | 5 voetgeschakeld                                       | 5 voetgeschakeld                                         | 5 voetgeschakeld                          | 5 voetgeschakeld                          | 5 voetgeschakeld                                         | 5 voetgeschakeld                                         |
| Secundaire aandrijving   | cardan                                                   | cardan                                                   | cardan                                                   | cardan                                    | cardan                                                 | cardan                                                   | cardan                                    | cardan                                    | cardan                                                   | cardan                                                   |
| frame                    | dubbel wiegframe met dragende motor                      | dubbel wiegframe met dragende motor                      | dubbel wiegframe met dragende motor                      | dubbel wiegframe met dragende motor       | dubbel wiegframe met dragende motor                    | dubbel wiegframe met dragende motor                      | dubbel wiegframe met dragende motor       | dubbel wiegframe met dragende motor       | dubbel wiegframe met dragende motor                      | dubbel wiegframe met dragende motor                      |
| Wielbasis                | 1440 mm                                                  | 1440 mm                                                  | 1445 mm                                                  | onbekend                                  | onbekend                                               | 1440 mm                                                  | onbekend                                  | onbekend                                  | onbekend                                                 | onbekend                                                 |
| Vering vóór              | luchtondersteunde telescoopvork                          | luchtondersteunde telescoopvork                          | luchtondersteunde telescoopvork                          | Marzocchi telescoopvork                   | Marzocchi telescoopvork                                | luchtondersteunde telescoopvork                          | Marzocchi telescoopvork                   | telescoopvork                             | luchtondersteunde telescoopvork                          | luchtondersteunde telescoopvork                          |
| Vering achter            | swingarm met luchtondersteunde hydraulische schokdempers | swingarm met luchtondersteunde hydraulische schokdempers | swingarm met luchtondersteunde hydraulische schokdempers | swingarm met hydraulische schokdempers    | swingarm met gasondersteunde hydraulische schokdempers | swingarm met luchtondersteunde hydraulische schokdempers | swingarm met hydraulische schokdempers    | swingarm met hydraulische schokdempers    | swingarm met luchtondersteunde hydraulische schokdempers | swingarm met luchtondersteunde hydraulische schokdempers |
| Banden                   | vóór 100/90 × 18", achter 110/90 × 18"                   | vóór 100/90 × 18", achter 110/90 × 18"                   | vóór 100/90 × 16", achter 120/90 × 16"                   | vóór 3,00 × 21", achter 4,00 × 18"        | vóór 90/90 × 21", achter 140/90 × 17"                  | vóór 100/90 × 18", achter 110/90 × 18"                   | vóór 3,00 × 21", achter 4,00 × 18"        | vóór 100/90 × 18", achter 130/90 × 18"    | vóór 100/90 × 18", achter 110/90 × 18"                   | vóór 100/90 × 18", achter 110/90 × 18"                   |
| Rem(men)                 | schijfremmen rondom, integraal remsysteem                | schijfremmen rondom, integraal remsysteem                | schijfremmen rondom, integraal remsysteem                | schijfremmen rondom, integraal remsysteem | schijfremmen rondom, integraal remsysteem              | schijfremmen rondom, integraal remsysteem                | schijfremmen rondom, integraal remsysteem | schijfremmen rondom, integraal remsysteem | schijfremmen rondom, integraal remsysteem                | schijfremmen rondom, integraal remsysteem                |
| Gewicht                  | 165 kg                                                   | 189 kg                                                   | 184 kg                                                   | 165 kg                                    | onbekend                                               | 215 kg                                                   | 170 kg                                    | 170 kg                                    | 165 kg                                                   | 260 kg                                                   |
| Tankinhoud               | 16 liter                                                 | 17 liter                                                 | 18 liter                                                 | 14 liter                                  | onbekend liter                                         | 16 liter                                                 | 32 liter                                  | 15 liter                                  | 17 liter                                                 | onbekend                                                 |
| Voorganger               | geen                                                     | geen                                                     | geen                                                     | geen                                      | V 65 TT                                                | geen                                                     | V 65 TT                                   | geen                                      | V 65                                                     | V 65 PA                                                  |
| Opvolger                 | Sessantacinque GT                                        | geen                                                     | geen                                                     | NTX 650                                   | geen                                                   | V 65 PA NC                                               | geen                                      | geen                                      | geen                                                     | geen                                                     |